# Старый Катыш
Старый Катыш — деревня в России, находится в Кондинском районе, Ханты-Мансийского автономного округа — Югры. Входит в состав городского поселения Кондинское.

## Население
| 2010 |
| ---- |
| 37   |

По данным 1926 года в деревне жил 61 человек.
Население на 1 января 2008 года составляло 34 человека.

## Климат
Климат резко континентальный, зима суровая, с сильными ветрами и метелями, продолжающаяся пять-шесть месяцев. Лето относительно тёплое, но быстротечное.